# Kuźnica
Kuźnica (pronunciación en polaco: /kuʑˈɲit͡sa/) es un pueblo en el distrito administrativo de Gmina Nowa Brzeźnica, dentro del Distrito de Pajęczno, Voivodato de Łódź, en Polonia central. Se encuentra aproximadamente 8 kilómetros al sudoeste de Nowa Brzeźnica, 16 kilómetros al sudeste de Pajęczno, y 88 kilómetros al sur de la capital regional, Łódź.
El pueblo tiene una población de 188 habitantes.